# E più ti penso
E più ti penso è un singolo del cantautore italiano Andrea Bocelli e della cantante statunitense Ariana Grande, pubblicato il 25 settembre 2015 come unico estratto dal quindicesimo album in studio di Bocelli Cinema.
Il brano è stato originariamente scritto da Tony Renis insieme a Mogol su un medley delle colonne sonore dei film C'era una volta in America e Malèna, firmate da Ennio Morricone, per Il Volo e pubblicato nel loro album omonimo nel 2010.

## Tracce
1. E più ti penso – 4:27